# Moggridgea purpurea
Moggridgea purpurea är en spindelart som beskrevs av Lawrence 1928. Moggridgea purpurea ingår i släktet Moggridgea och familjen Migidae.
Artens utbredningsområde är Namibia. Inga underarter finns listade i Catalogue of Life.